# Ernst Meissel

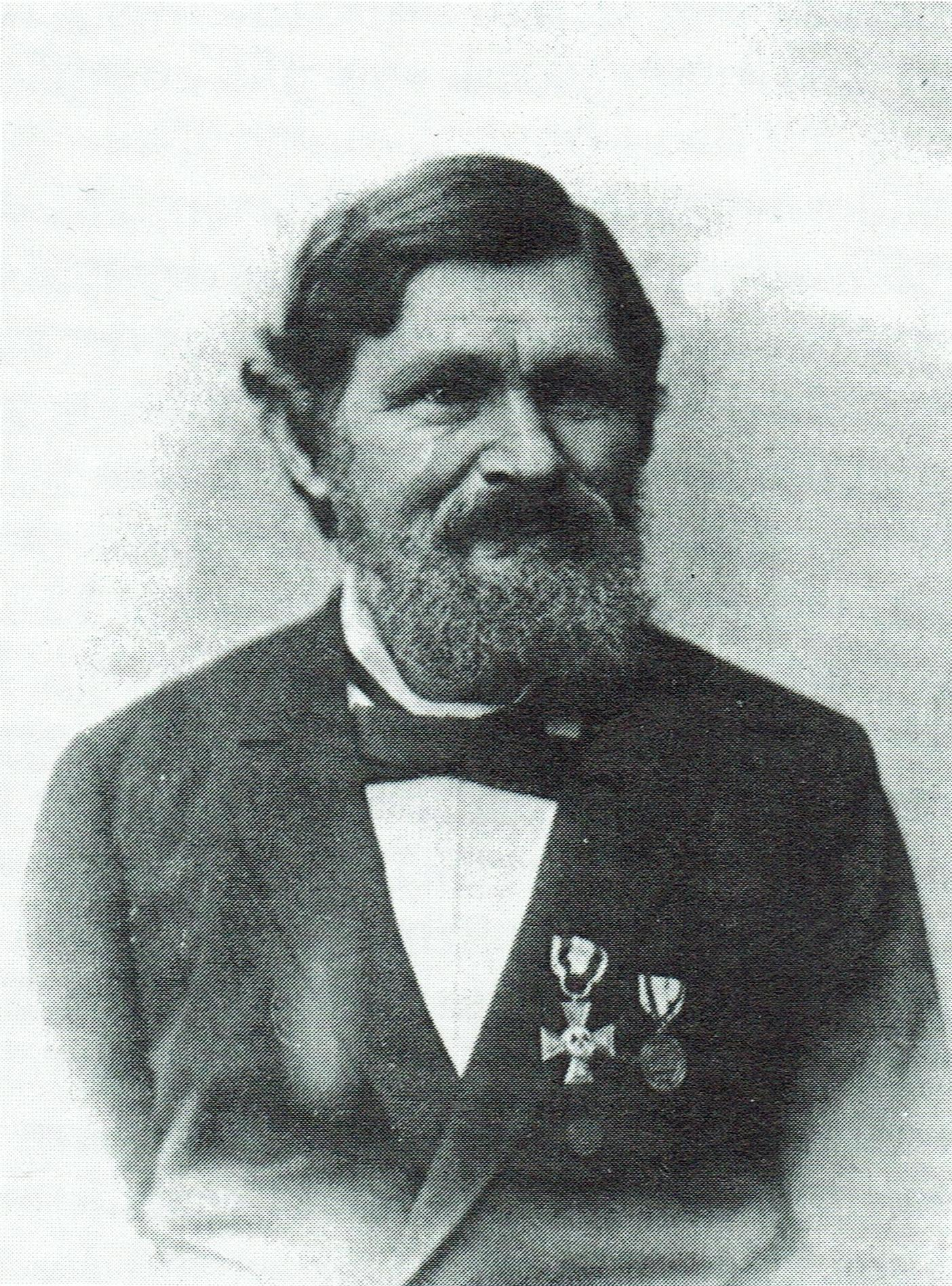
Ernst Meissel

Daniel Friedrich Ernst Meissel (* 31. Juli 1826 in Eberswalde in Brandenburg; † 11. März 1895 in Kiel) war ein deutscher Astronom und Mathematiker.

## Leben
Meissel besuchte das Friedrich-Wilhelm-Gymnasium in Berlin und studierte nach dem Abitur 1847 Mathematik an der Humboldt-Universität Berlin bei Carl Gustav Jacobi und Peter Gustav Lejeune Dirichlet. 1850 wurde er in Halle promoviert (De serie quaedam Jacobiana), studierte aber weiter in Berlin für das Staatsexamen als Lehrer. 1852 wurde er Lehrer an der Bergakademie Berlin und unterrichtete auch an der Bauakademie. Noch im selben Jahr wurde er Direktor der Königlichen Provinzialgewerbeschule in Iserlohn. 1871 wurde er Direktor der Knabenbürgerschule in Kiel (die 1882 Oberrealschule wurde, heute Humboldt-Schule), wo er den Rest seiner Laufbahn blieb.

## Werk
Meissel befasste sich mit Zahlentheorie, Analysis (Differentialgleichungen, asymptotischen Entwicklungen, Thetafunktionen, elliptischen Funktionen, Besselfunktionen), sphärischer Trigonometrie und Anwendungen wie Hydrodynamik, dem Dreikörperproblem in der Himmelsmechanik und Lichtbrechung in der Atmosphäre. Er ist heute noch für seine Berechnungen von {\displaystyle \pi (x)} bekannt, der Anzahl der Primzahlen kleiner oder gleich x. Meissel, der ein ausgezeichneter Rechner war (sowohl numerisch als auch in der Manipulation komplizierter Formeln), bestimmte {\displaystyle \pi (x)} für {\displaystyle x=10^{7},10^{8},10^{9}}. Sein Algorithmus wurde später von Derrick Henry Lehmer verbessert und die Genauigkeit von Meissels (ohne Rechenmaschine vorgenommenen) Rechnungen bestätigt (bei {\displaystyle x=10^{9}} war Meissels Wert von 50.847.478 nur um 56 zu niedrig). Meissels Ansatz wurde 1985 von Jeffrey Lagarias, Victor S. Miller und Andrew Odlyzko durch Anwendung von Siebmethoden der analytischen Zahlentheorie effizienter gemacht und später von anderen Autoren mittels weiterer Ergebnisse der analytischen Zahlentheorie erneut verbessert.